# Гребля Кесиккьопрю
Гребля Кесиккьопрю (тур. Kesikköprü Barajı) — кам'яно-накидна гребля та ГЕС на річці Кизил-Ірмак, в 20 км на захід від Каман на півночі Туреччини. Провідною метою будівництва цієї греблі було виробництво електроенергії та іригація (для зрошення 6.600 га).
Гребля та ГЕС були зведені у 1959—1966 роках, гребля має 49,1 м заввишки та об'єм — 900.000 м³. Водосховище має площу 6,23 км² та об'єм — 95 млн м³.
Встановлена потужність — 76 МВт, даючи щорічне виробництво електроенергії 250 млн кВт·год.

## Ресурси Інтернету
- Kesikköprü Web Sitesi
- Devlet Su İşleri Genel Müdürlüğü Kesikköprü Barajı Sayfası